# Ictitherium
Ictitherium – wymarły rodzaj ssaka drapieżnego z rodziny hienowatych (Hyaenidae). 

## Charakterystyka
Osiągały 1.20 m długości zwierzę wyglądało podobniej do cywety niż hieny, posiadając długie ciało z krótkimi nogami. Po osadzonych zębach widać, że było owadożercą. Ictitherium były licznymi zwierzętami, często pojawiają się w zbiorowych mogiłach powodowane przez powodzie. Być może, wczesna hiena żyła w stadzie i miała ład społeczny, całkiem podobnie jak jego współcześni potomkowie. Żyła w lasach w połowie miocenu 11-7 milionów lat temu w Europie.

## Etymologia
- Galeotherium: gr. γαλεη galeē lub γαλη galē „łasica”; θηριον thērion „dzike zwierzę”, od θηρ thēr, θηρος thēros „zwierzę”[6]; młodszy homonim Galeotherium Jäger, 1839 (Ursidae).
- Ictitherium: gr. ικτις iktis, ικτιδις iktidis „łasica”; θηριον thērion „dzike zwierzę”, od θηρ thēr, θηρος thēros „zwierzę”[7]; nowa nazwa dla Galeotherium Wagner, 1840.
- Lepthyaena: gr. λεπτος leptos „delikatny, drobny”; rodzaj Hyaena Brisson, 1762 (hiena)[8]. Gatunek typowy: Ictitherium sivalense Lydekker, 1877.
- Sinictitherium: nowołac. Sinensis „chiński” , od Sina „Chiny”, od późnołac. Sinae „chiński”, od gr. Σιναι Sinai „chiński”[9]; rodzaj Ictitherium Wagner, 1838. Gatunek typowy: Ictitherium sinense Zdansky, 1924 (= Ictitherium viverrinum Roth & Wagner, 1854).
- Paraictitherium: gr. παρα para „blisko, obok”[10]; rodzaj Ictitherium Wagner, 1838. Gatunek typowy: Ictitherium pannonicum Kretzoi, 1952.

## Podział systematyczny
Do rodzaju należały następujące gatunki:
- Ictitherium ebu Werdelin, 2003
- Ictitherium kurteni Werdelin, 1988
- Ictitherium pannonicum Kretzoi, 1952
- Ictitherium sivalense Lydekker, 1877
- Ictitherium tauricum Borissiak, 1915
- Ictitherium viverrinum Roth & Wagner, 1854